# Lost for Words (telefilme)
Lost for Words é um telefilme britânico de 1999 baseado no romance homônimo de Deric Longden. O filme foi dirigido por Alan J.W. Bell e estreou na ITV em 3 de janeiro de 1999.

## Prêmios
| Ano  | Prêmio                     | Categoria                        | Resultado |
| ---- | -------------------------- | -------------------------------- | --------- |
| 1999 | Emmy Internacional         | Melhor Drama                     | Venceu    |
| 1999 | National Television Awards | Melhor Atriz (Thora Hird)        | Indicado  |
| 2000 | Peabody Awards             |                                  | Venceu    |
| 2000 | BAFTA Awards               | Melhor Atriz (Thora Hird)        | Venceu    |
| 2000 | BAFTA Awards               | Melhor Ator (Pete Postlethwaite) | Indicado  |
| 2000 | BAFTA Awards               | Melhor Drama                     | Indicado  |